# Nowa Armia Ludowa
Nowa Armia Ludowa (fil. Bagong Hukbong Bayan) – filipińska grupa partyzancka będąca zbrojnym ramieniem Narodowego Frontu Demokratycznego.

## Geneza
Komunistyczna Partia Filipin powstała w 1930 roku. Komuniści filipińscy tworzyli zmilitaryzowane struktury przez dziesięciolecia. Najpierw walczyli oni z Japończykami, a następnie Stanami Zjednoczonymi i elitami Filipin. Działalność partii została zakazana w 1957 roku. Niedługo potem kierownictwo partii zadecydowało o zaprzestaniu walki zbrojnej. W połowie lat 60. w partii pojawił się ruch maoistowski, na czele którego stanął José María Sison. Działacz domagał się kontynuowania antyrządowej rebelii, za co został z partii usunięty.
26 grudnia 1968 roku, w dniu 75. rocznicy urodzin Mao Zedonga, Sison założył organizację, której nadał nazwę Komunistyczna Partia Filipin. Sison został wybrany przewodniczącym partii i przyjął pseudonim Amado Guerrero. W grudniu 1968 roku Sison poznał Bernabé Buscayno, uczestnika walk partyzanckich z lat 50. Sison i Buscayno zdecydowali się powołać nowe ugrupowanie partyzanckie. Utworzenie Nowej Armii Ludowej ogłoszono 29 marca 1969 roku. Pierwszym dowódcą ugrupowania został Buscayno. Odtąd kierowana przez Sisona Komunistyczna Partia Filipin, określana była jako Komunistyczna Partia Filipin – Nowa Armia Ludowa.

## Historia
Pierwotnie ugrupowanie miało siedzibę w regionie Capas na wyspie Luzon.  NAL dysponowała 60 bojownikami uzbrojonymi w 35 karabinów. Ruch zyskał na popularności po fali demonstracji, które odbyły się pomiędzy styczniem a marcem 1970 roku. Oburzenie po brutalnym rozbiciu protestów przez reżim prezydenta Ferdinanda Marcosa spowodowało napływ opozycji do partii komunistycznej. W tym samym roku rząd przeprowadził dużą ofensywę przeciwko rebeliantom.
W 1971 roku doszło do zamachu terrorystycznego na wiec Partii Liberalnej. Ugrupowanie to stanowiło umiarkowaną opozycję wobec Marcosa. W ataku zginęło 9 osób. Prezydent o przeprowadzanie zamachu oskarżył KPF-NAL. Kierownictwo partyzantki zaprzeczyło oskarżeniom.

Flaga używana przez Narodowy Front Demokratyczny

W lipcu 1972 roku partyzanci otrzymali pierwsze dostawy chińskiej broni. Rząd ChRL retorycznie popierał KPF-NAL od 1969 roku. Siły bezpieczeństwa przechwyciły większość sprzętu. We wrześniu tego samego roku rząd oskarżył rebeliantów o próbę zabójstwa ministra obrony i jeszcze w tym samym miesiącu wprowadzony został stan wojenny. W obawie przed aresztowaniami działacze komunistyczni przebywający w miastach zbiegli na prowincję, gdzie zasilili szeregi ruchu oporu. 
W 1973 roku utworzony został Narodowy Front Demokratyczny. Front zasiliły różnorakie ugrupowanie lewicowe sprzyjające buntownikom. Koalicja często określana jest jako polityczne skrzydło KPF-NAL.
W 1976 roku rebelianci utracili poparcie ze strony rządu chińskiego. Nastało to po tym, gdy Filipiny i Chiny znormalizowały obustronne stosunki. W tym samym roku rząd Filipin schwytał i uwięził przywódców powstania, w tym Bernabé Buscayno. Nowym dowódcą powstańców został Rodolfo Salas. W następnym roku rząd pojmał Sisona. Wówczas Salas objął również przewodnictwo w KPF. Pomimo osadzenia w więzieniu przywódców, Nowa Armia Ludowa rozprzestrzeniła się poza Luzon na teren Visayas i wyspy Mindanao. W tym czasie rząd nie walczył jedynie z KPF-NAL, ale także z separatystami muzułmańskimi na południu.
Wybory w 1978 roku spowodowały napięcie wewnątrz struktur KPF-NAL. Przywódcy rebelii wzywali do całkowitego bojkotu wyborów, podczas gdy komitet komunistyczny Manila-Rizal organizował wsparcie dla kandydatów opozycji. Wybory zgodnie z przewidywaniem kierownictwa rebelii zostały sfałszowane na korzyść rządu. Fałszerstwa przyczyniły się do zwiększenia liczby maoistowskich ochotników.
17 stycznia 1981 roku zakończyło się obowiązywanie stanu wojennego. Dzięki temu KPF-NAL mogła powrócić do obszarów miejskich i nawiązać kontakt z legalną opozycją. Siły bezpieczeństwa odniosły szereg zwycięstw nad separatystami islamskimi na południu, podczas gdy KPF-NAL przeprowadzała coraz skuteczniejsze ataki. W 1984 roku rozpoczęła się największa ofensywa wojskowa przeciwko komunistom. Na 1985 roku miejsce miała największa eskalacja wojny domowej. W walkach zginęło ponad cztery tysiące ludzi. Wśród partyzantów narastał strach przed infiltracją ze strony agentów rządu. Doprowadziło to do czystek, zginęły setki bojowników podejrzanych o współpracę z państwem. 
W 1986 roku kierownictwo grupy ponownie wezwało do bojkotu wyborów. Wielu działaczy zignorowało apel i włączyło się w kampanię wyborczą. Wyborcze napięcie przerodziło się w  wystąpienia obywatelskie znane jako rewolucja siły ludu. Protesty zmusiły prezydenta Marcosa do ucieczki z kraju. Nowym prezydentem została Corazon Aquino. W tym samym roku prezydent nakazała uwolnienie więźniów politycznych. W tym gronie znaleźli się Sison i Buscayno. Sison wyjechał do Holandii. Z emigracji kontynuował działalność jako konsultant polityczny Narodowego Frontu Demokratycznego, odmówił przy tym ponownego zaangażowania się w działalność partii komunistycznej. Buscayno wycofał się z życia politycznego. W tym samym czasie nowym przewodniczącym partii komunistycznej został Armando Liwanaga.
W grudniu 1986 roku rozpoczęto negocjacje pokojowe. Obie strony konfliktu ogłosiły zawieszenie broni. W styczniu 1987 roku siły rządowe ostrzelały demonstrację chłopską z udziałem maoistów. W pacyfikacji śmierć odniosło trzynastu demonstrantów. Pod presją Stanów Zjednoczonych i krajowych elit prezydent Aquino zerwała zawieszenie broni i nakazała atak na oddziały partyzantów.

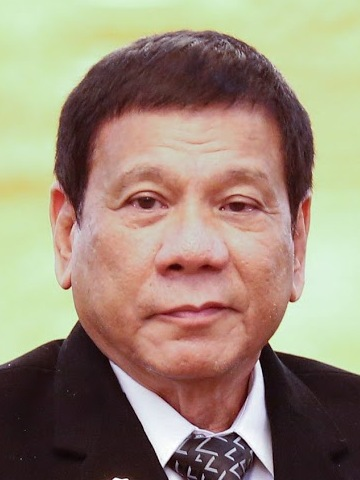
Prezydent Rodrigo Duterte doprowadził do zawarcia zawieszenia broni z Nową Armią Ludową w 2017 roku, oferował także maoistom udział w rządzie

Na przełomie lat 80. i 90. szeregi KPF-NAL opuściła frakcja umiarkowana. Rozłamowcy założyli własne partie polityczne lub zaangażowali się w działalność legalnie działających organizacji. 
Na początku lat 90. władzę w partii objąć mógł Benito Tiamzon. Według innych źródeł przewodniczącym dalej był Armando Liwanaga.
Konflikt załagodził się pod prezydenturą Fidela Ramosa (1992-1998). W 1992 roku uchylono ustawę delegalizującą na Filipinach partię komunistyczną. KPF-NAL odrzuciła możliwość uczestnictwa w wyborach. W 1995 roku ruszyły negocjacje pomiędzy rządem a Narodowym Frontem Demokratycznym. W 1998 roku strony konfliktu podpisały umowę o poszanowaniu praw człowieka i międzynarodowego prawa humanitarnego, która miała ochronić cywilów przed skutkami wojny domowej.
Do wznowienia konfliktu doszło, gdy urząd prezydenta objął Joseph Estrada. W 2001 roku negocjacje z rebeliantami wznowiła prezydent Gloria Macapagal-Arroyo. Proces pokojowy zatrzymano po tym, gdy w 2002 roku Departament Stanu Stanów Zjednoczonych zaklasyfikował NAL jako organizację terrorystyczną. W ciągu kolejnych lat siły zbrojne Filipin zwiększyły częstotliwość akcji przeciwko maoistom. Benigno Aquino III, który objął prezydenturę w 2010 roku, zdecydował się na wznowienie negocjacji pokojowych. Dialog utrudniało naruszanie praw człowieka przez zwaśnione strony.
W 2016 roku z inicjatywy prezydenta Rodrigo Duterte ogłoszono nowe zawieszenie broni. Określający się jako socjalista prezydent obiecywał zapewnienie pokoju jeszcze w czasie kampanii wyborczej. Obiecał nawet komunistom udział w rządzie. Zawieszenie trwało przez pięć miesięcy, po czym w lutym 2017 roku zostało zerwane przez stronę rebeliancką. Przed zerwaniem paktu na wolność wypuszczeni zostali osadzeni w więzieniach przywódcy maoistów. Już w marcu wypracowano nowe zawieszenie broni.
Według źródeł rządu filipińskiego w wojnie z maoistami zginęło co najmniej 30 tysięcy osób.

## Metody
Oddziały Nowej Armii Ludowej działają niezależnie od siebie. Operują w górskich regionach, skąd przeprowadzają ataki partyzanckie. NAL odpowiada również za zamachy bombowe i zabójstwa. Celem ataków padają służby bezpieczeństwa, zagraniczne korporacje oraz obiekty i przedstawiciele Stanów Zjednoczonych.

## Struktury i finansowanie
Organizacja działa na terenie całego kraju. Najsilniejsza jest w Luzon, Visayas i południowym Tagalog. 
Armia podlega Narodowemu Frontowi Demokratycznemu, uznawanemu za polityczne ramię Komunistycznej Partii Filipin. 
W czasie powstania liczyła około 60 członków. W chwili największego rozrostu, w latach 80. XX w. liczba partyzantów wynosiła 26 tysięcy osób. W 1994 roku zmalała ona do 6 tysięcy bojowników. Według filipińskiego wojska liczy w 2017 nie więcej niż 4000 żołnierzy.
Utrzymuje się z nakładania i pobierania „podatków rewolucyjnych“ od przedsiębiorców.

## Powiązania zagraniczne
Od 1969 do 1976 roku partyzantka otrzymywała wsparcie ze strony Chińskiej Republiki Ludowej. Pomoc obejmowała dostarczanie broni i pieniędzy. Wsparcia zaniechano po normalizacji relacji chińsko-filipińskich. Zdaniem Stanów Zjednoczonych pomocy Nowej Armii Ludowej udziela Korea Północna. Według raportów WikiLeaks z 2011 roku na przełomie lat 80. i 90. reżim Mu'ammara al-Kaddafiego z Libii miał przekazać maoistom darowizny w wysokości co najmniej siedmiu milionów dolarów. Członkowie Nowej Armii Ludowej mieli też przechodzić w Libii szkolenia wojskowe.
Przedstawiciele Nowej Armii Ludowej utrzymywali lub utrzymują kontakt z innymi ugrupowaniami lewicowymi. Początek kontaktów sięga lat 70. Ich niemal całkowity kres przypadł na przełom lat 80. i 90. XX wieku. Wiadomo o kontaktach filipińskich rebeliantów z Japońską Armią Czerwoną, maoistowską frakcją Organizacji Wyzwolenia Palestyny, sandinistami czy Komunistyczną Partią Salwadoru. Nowa Armia Ludowa miała zabiegać u wspomnianych stronnictw o pomoc. Wiadomo, że zabiegi te były tylko częściowo skuteczne. Według doniesień medialnych filipińscy maoiści mieli szkolić w swoich obozach indyjskich naksalitów. Pomoc dla naksalitów miała mieć miejsce już w XXI wieku.

## Współpraca z islamskimi separatystami
Partyzanci maoistowscy są oskarżani o taktyczną współpracę z Narodowym Frontem Wyzwolenia Moro i Islamskim Frontem Wyzwolenia Moro. Współpraca ma polegać na unikaniu starć oraz swobodnym przepływie bojowników przez tereny separatystów. Nie odnotowano kontaktów NAL z ekstremistyczną Grupą Abu Sajjafa.

## Grupy rozłamowe i relacje z nimi
Z Nowej Armii Ludowej wywodzą się mniejsze grupy rebelianckie. Największe spośród nich są Brygada Alexa Boncayao i Rewolucyjna Armia Proletariacka. Brygada Alexa Boncaya założona została w 1984 roku, Rewolucyjna Armia Proletariacka natomiast w 1997 roku. Obie rozłamowe grupy pozostają w sojuszu. Nowa Armia Ludowa uznaje rozłamowców za zdrajców i od 2003 roku prowadzi przeciwko nim akcje zbrojne.

## Ideologia

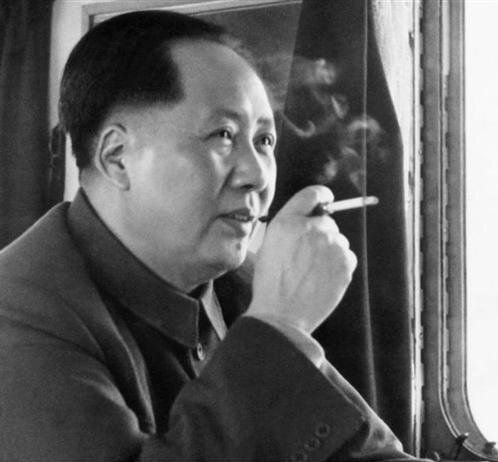
Mao Zedong uznawany jest przez Nową Armię Ludową za ideowego mentora

Ugrupowanie odwołuje się do maoizmu. Celem rebelii jest utworzenie Ludowej Republiki Nowej Demokracji. Powstańcy domagają się redystrybucji ziemi na rzecz bezrolnego chłopstwa, likwidacji wpływów amerykańskich i przeprowadzenia rewolucji kulturalnej.

## Jako organizacja terrorystyczna
Departament Stanu USA, Japonia i Unia Europejska klasyfikują Nową Armię Ludową jako organizację terrorystyczną. Rząd filipiński skreślił ją z listy organizacji terrorystycznych w 2011 roku, kiedy ruszyły wstępne rozmowy pokojowe.